# Marotti
Marotti − polska marka trójkołowców wyczynowych stworzona przez firmę Marotti Automotive
Pierwszy prototyp pojazdu jako samochód koncepcyjny powstał w 2006 r. Premiera odbyła się w 2009 roku. W roku 2010 planowane jest wprowadzenie trójkołowca do produkcji seryjnej.